# Yeral Núñez
Yeral Núñez (* 9. Januar 2003 in La Romana) ist ein dominikanischer Leichtathlet, im Sprint und Hürdenlauf an den Start geht.

## Sportliche Laufbahn
Erste internationale Erfahrungen sammelte Yeral Núñez im Jahr 2023, als er bei den Zentralamerika- und Karibikspielen in San Salvador in 49,88 s den siebten Platz im 400-Meter-Hürdenlauf belegte. Anschließend gewann er bei den U23-NACAC-Meisterschaften in San José in 49,95 s die Bronzemedaille hinter dem US-Amerikaner Caleb Cavanaugh und Assinie Wilson aus Jamaika. Im November gelangte er bei den Panamerikanischen Spielen in Santiago de Chile mit 49,89 s auf den vierten Platz im Hürdenlauf und gewann mit der dominikanischen 4-mal-400-Meter-Staffel in 3:05,98 min gemeinsam mit Ezequiel Suárez, Robert King und Ferdy Agramonte die Bronzemedaille hinter den Teams aus Brasilien und Mexiko. Im Jahr darauf belegte er bei den World Athletics Relays 2024 in Nassau in 3:16,68 min den fünften Platz im Finale der Mixed-Staffel über 4-mal 400 Meter. Kurz darauf gewann er bei den Ibero-Amerikanischen Meisterschaften in Cuiabá in 49,60 s die Bronzemedaille hinter dem Portugiesen Mikael de Jesus und Guillermo Campos aus Mexiko. Zudem wurde er mit der Staffel disqualifiziert. Im August schied er bei den Olympischen Sommerspielen in Paris mit 53,68 s in der Hoffnungsrunde aus.
In den Jahren 2023 und 2024 wurde Núñez dominikanischer Meister im 400-Meter-Hürdenlauf.

## Persönliche Bestzeiten
- 400 Meter: 46,12 s, 16. März 2024 in Carolina
- 300 m Hürden: 34,94 s, 1. April 2023 in Santo Domingo (nationale Bestleistung)
- 400 m Hürden: 48,58 s, 14. Juli 2024 in Lignano Sabbiadoro